# Kim Tae-hun
Pour les articles homonymes, voir Kim.
Dans ce nom, le nom de famille, Kim, précède le nom personnel coréen.
Kim Tae-hun  (김태훈) est un taekwondoïste sud-coréen né le 15 août 1994. Triple champion du monde, il a remporté une médaille de bronze en moins de 58 kg aux Jeux olympiques d'été de 2016 à Rio de Janeiro.

## Jeux olympiques
- Médaille de bronze des -58 kg des Jeux Olympiques 2016 à Rio de Janeiro (Brésil)

## Championnats du monde
- Médaille d'or des -54 kg du Championnat du monde 2013 à Puebla (Mexique)
- Médaille d'or des -54 kg du Championnat du monde 2015 à Tcheliabinsk (Russie)
- Médaille d'or des -54 kg du Championnat du monde 2017 à Muju (Corée du Sud)

## Championnat d'Asie
- Médaille d'or des -54 kg du Championnat d'Asie 2014 à Tachkent (Ouzbékistan)
- Médaille d'or des -58 kg du Championnat d'Asie 2018 à Hô-Chi-Minh-Ville (Vietnam)

## Grand Slam
- Médaille d'or des -58 kg du Grand Slam en 2017 à Wuxi (Chine)

## Jeux asiatiques
- Médaille d'or des -54 kg des Jeux Asiatiques en 2014 à Incheon (Corée Du Sud)
- Médaille d'or des -58 kg des Jeux Asiatiques en 2018 à Jakarta (Indonésie)

## Grand Prix
- Médaille d'or des -58 kg au Grand Prix en 2013 à Manchester (Angleterre)
- Médaille d'or des -58 kg au Grand Prix en 2014 à Suzhou (Chine)
- Médaille de bronze  des -58 kg au Grand Prix en 2014 à Queretro (Mexique)
- Médaille de bronze des -58 kg au Grand Prix en 2015 à Moscou (Russie)
- Médaille de bronze des -58 kg au Grand Prix en 2015 à Manchester (Angleterre )
- Médaille d'or des -58 kg au Grand Prix en 2015 Mexico (Mexique)
- Médaille d'argent des -58 kg au Grand Prix en 2016 à Bakou (Azerbaïdjan)
- Médaille d'or des -58 kg au Grand Prix en 2017 à Moscou (Russie)
- Médaille d'or des -58 kg au Grand Prix en 2017 à Rabat (Maroc)
- Médaille d'or des -58 kg au Grand Prix en 2017 à Abidjan (Côte d'Ivoire)
- Médaille de bronze des -58 kg au Grand Prix en 2018 à Rome (Italie)
- Médaille d'or des -58 kg au Grand Prix en 2018 à Taoyuan (Taïwan)
- Médaille d'argent des -58 kg au Grand Prix en 2018 à Manchester (Angleterre)
- Médaille de bronze des -58 kg au Grand Prix en 2019 à Rome (Italie)
- Médaille de bronze des -58 kg au Grand Prix en 2019 à Sofia (Bulgarie)